# Elisabet I d'Anglaterra
Elisabet I (7 de setembre de 1533 – 24 de març de 1603) va ser reina d'Anglaterra i d'Irlanda des del 17 de novembre de 1558 fins a la seva mort. Algunes vegades anomenada la Reina Verge, Gloriana o la Bona Reina Bess, Elisabet va ser la cinquena i última monarca de la dinastia Tudor. Filla del rei Enric VIII d'Anglaterra, va néixer princesa, però la seva mare, Anna Bolena, va ser executada tres anys després del seu naixement i Elisabet va ser declarada il·legítima. Va ser la mort de la seva germana Maria sense successió el que la va convertir en única hereva del regne del seu pare. Elisabet va governar d'una manera més moderada que el seu pare i la seva germana, i procurà fer-ho guiada pel bon consell. Una de les seves màximes era "Video et taceo" ("Miro, i callo").
La reina es va fer càrrec d'un país dividit per qüestions religioses en la segona meitat del segle xvi. Afavorí l'església anglicana en contraposició als regnats anteriors, ja que veié una manera de reafirmar l'Estat i ella mateixa. Per aquest motiu, una de les primeres mesures que va prendre va ser establir una església protestant independent de Roma, que després evolucionaria en l'actual església d'Anglaterra o anglicana, de la qual es va convertir en la màxima autoritat. El 1562, amb el restabliment de l'"Acta d'uniformitat", va consolidar el protestantisme anglès.
La reina Maria I d'Escòcia, amb drets sobre el tron anglès, aglutinà l'oposició catòlica, a nivell anglès i internacional, contra Elisabet. Aquesta ajudà els reformistes escocesos, i Maria fugí a Anglaterra i demanà refugi a la seva rival, la qual la retingué presa i, posteriorment, decidí executar-la (1587). S'enfrontà amb Felip II per la qüestió religiosa i també pel conflicte d'interessos entre els dos imperis, essent la batalla de l'Armada Invencible el punt culminant. La guerra amb Felip II va arruïnar econòmicament ambdós països.
S'esperava que Elisabet contragués matrimoni, però malgrat diverses peticions del Parlament, mai ho va fer. Les raons per a aquesta decisió no es coneixen, i han estat àmpliament debatudes. A mesura que Elisabet va anar envellint, la seva virginitat la va tornar famosa, i un culte va créixer al seu voltant, celebrat en retrats, desfilades i en la literatura de l'època. També era temuda pel seu mal geni. Al segle xvi, Elisabet I -la reina verge, pel fet de no haver-se casat- va introduir la moda de pintar-se la cara de blanc i els llavis de vermell intens, una combinació d'efecte certament inquietant. La pràctica fou imitada per les dames de la cort, però, desapareguda la reina, aviat hi sorgiren veus contràries.
Durant el seu regnat, Anglaterra va tenir un gran esplendor cultural, amb figures com William Shakespeare, Christopher Marlowe, John Dowland i William Byrd; també són importants figures com Francis Drake i John Hawkins. El seu regnat de 44 anys i 127 dies ha estat el quart més llarg de la història anglesa, per darrere dels de Victòria I, Jordi III i Elisabet II. Durant el seu govern, que succeí dos breus regnats de dos germans seus, va contribuir a donar estabilitat al país i va ajudar a forjar un sentit d'identitat nacional.

## Infantesa i joventut

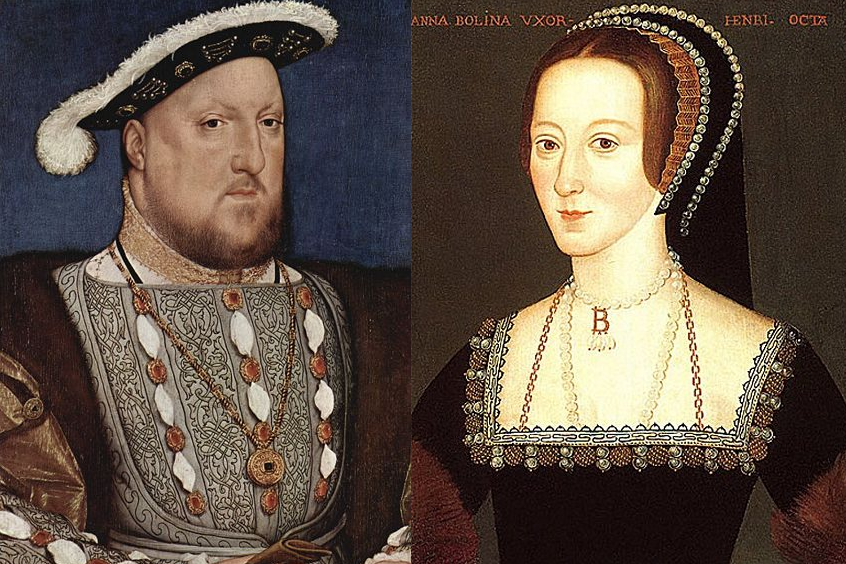
Els pares d'Elisabet, Enric VIII i Anna Bolena

Elisabet va néixer al Greenwich Palace, a la chamber of virgins, el 7 de setembre de 1533, entre les tres i les quatre de la tarda. El nom l'adoptà de les seves àvies, Elisabet de York, i Elisabet Howard o Elisabet Bolena, comtessa de Wiltshire. Era la segona filla legítima d'Enric VIII d'Anglaterra (que sobrevisqué a la infantesa) i de la seva segona esposa Anna Bolena. Enric hauria preferit un home per assegurar la successió de la casa Tudor però, després del seu naixement, Elisabet es va convertir en princesa hereva al tron d'Anglaterra. Com que Anna no va donar un hereu al rei, aquest va ordenar executar-la sota l'acusació de traïció (l'adulteri al rei es considerava traïció) i bruixeria, per haver mantingut relacions incestuoses amb seu germà gran, càrrecs que actualment es consideren falsos. Va morir decapitada el 19 de maig de 1536.
Elisabet tenia llavors tres anys quan va ser declarada filla il·legítima, per la qual cosa va perdre el seu títol de princesa. Va viure retirada de la Cort, lluny del seu pare i de les seves successives esposes, encara que la darrera d'aquestes, Caterina Parr, ajudà que el pare i la filla es reconciliessin. Elisabet, juntament amb la seva germana Maria Tudor, filla de Caterina d'Aragó, van recobrar els seus drets dins la línia successòria, per darrere del seu germà el príncep Eduard, fill de Jane Seymour, gràcies a l'Acta de Successió de 1544.
A l'època de l'exili, entre els seus assistents, destaquen Katherine Champernowne i Matthew Parker. La primera va ser inclosa entre els membres de la casa d'Elisabet prèviament a la mort de la seva mare i mantingué amb la futura reina una amistat que es va perllongar fins a la seva mort. Matthew Parker va ser el sacerdot favorit d'Anna Bolena, qui li va fer prometre abans de la seva execució que es preocuparia del benestar de la seva filla.
Pel que fa a la seva personalitat, Elisabet tenia molt en comú amb la seva mare: neuròtica, carismàtica, enamoradissa i amb un gran sentiment religiós protestant. També va heretar la seva delicada estructura òssia, així com els seus trets facials; del rei, només el seu cabell vermellós.

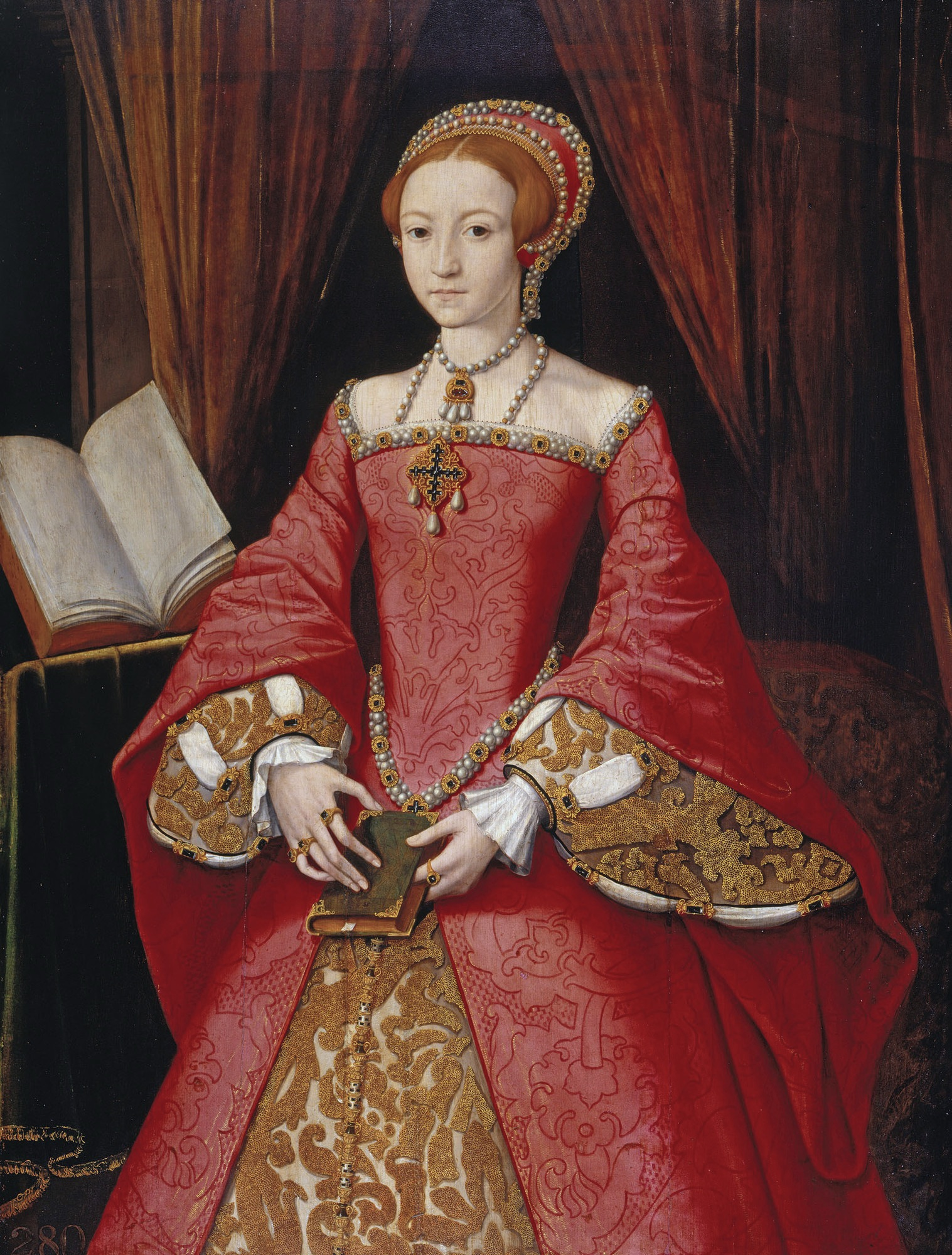
Elisabet Tudor cap al 1546

El 1547, després de la mort d'Enric VIII i l'ascens al tron del seu fill, Eduard VI, Caterina Parr va contraure nou matrimoni amb Thomas Seymour, un oncle d'Eduard, i s'emportà Elisabet amb ella. Allà, Elisabet va rebre una exquisida educació que li va propiciar una excel·lent expressió en el seu anglès natal, però també en francès, italià, castellà, grec i llatí. Sota la influència de Caterina, Elisabet es va formar com a protestant. En acabar la seva educació formal l'any 1550, es pot considerar que Elisabet era la dona de la seva generació amb una formació més completa.
Mentre el seu germà es va mantenir en el tron, la posició d'Elisabet va ser inestable. Tanmateix, el 6 de juliol de 1553 Eduard morí, probablement de tuberculosi, quan només tenia 15 anys. Abans de la seva mort, i contravenint l'Acta de Successió a la Corona del 1543, dictada pel seu pare, Eduard va excloure Maria i Elisabet de la successió i va declarar hereva a Lady Jane Grey, neta de la germana d'Enric VIII, Maria, duquessa de Suffolk. Jane Grey va ser proclamada reina pel Privy Council (Consell Privat) però perdé ràpidament el suport i va ser destituïda després de regnar nou dies. Amb el suport del poble, Maria Tudor entrà triomfant a Londres acompanyada de la seva germana Elisabet.
Sense fer cas de l'opinió pública, Maria va contraure matrimoni amb el príncep Felip, el futur rei d'Espanya. La impopularitat d'aquesta unió va provocar en Maria la por a ser enderrocada per una revolta popular, impulsada per un sector que volia nomenar Elisabet com a la nova reina. Aquest temor gairebé es va fer realitat quan la Revolta Wyatt, el 1554 va intentar evitar el seu casament. Després del seu fracàs, Elisabet va ser feta presonera a la Torre de Londres, on aterrida proclamà la seva innocència. Però la seva execució, sol·licitada per alguns membres del seguici espanyol, mai es va materialitzar a causa de la resistència de la cort anglesa a enviar un membre dels Tudor al patíbul. La reina va intentar llavors apartar Elisabet de la línia successòria com a càstig, però el Parlament li ho va impedir. Després de dos mesos de tancament a la Torre, Elisabet va ser traslladada a Woodstock i va ser posada sota vigilància de Sir Henry Bedingfield; durant el camí la multitud li manifestà el seu suport. A finals d'aquell any, va córrer el fals rumor que Maria es trobava embarassada. Es va permetre llavors que Elisabet retornés a la cort, per preveure possibles situacions futures i, finalment, quan es van desmentir els rumors sobre l'embaràs i es descartà un possible successor al tron, Elisabet assegurà la seva successió.

## Ascens al poder

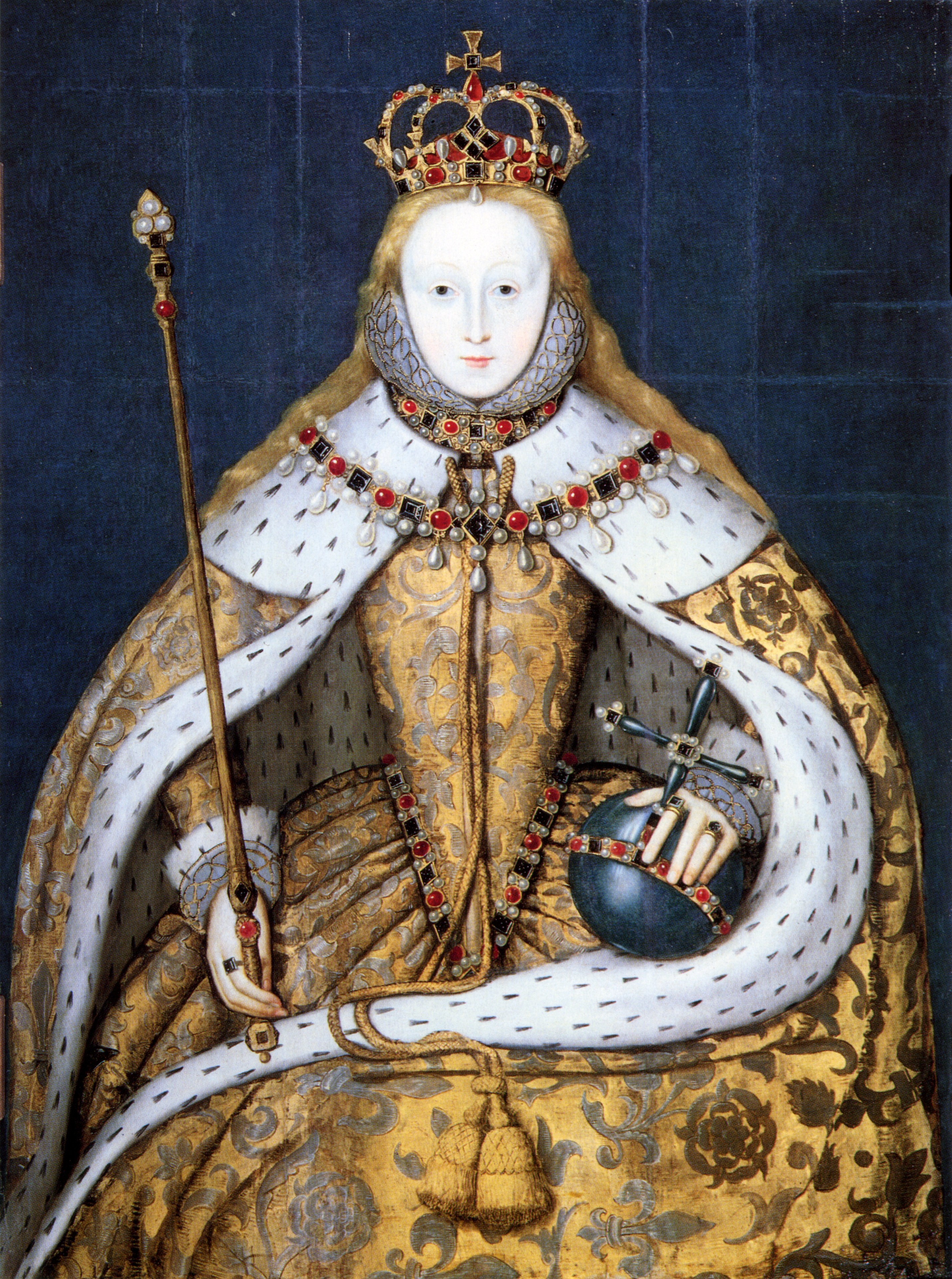
Elisabet I amb els vestits de la coronació.
Els motius amb serrells roses i ermini característics dels Tudor. El seu cabell, lliure sobre les seves espatlles, és una tradició per a la coronació de les reines, i potser també com un símbol de virginitat. La pintura, és d'un autor desconegut, i la data és de la primera dècada del.

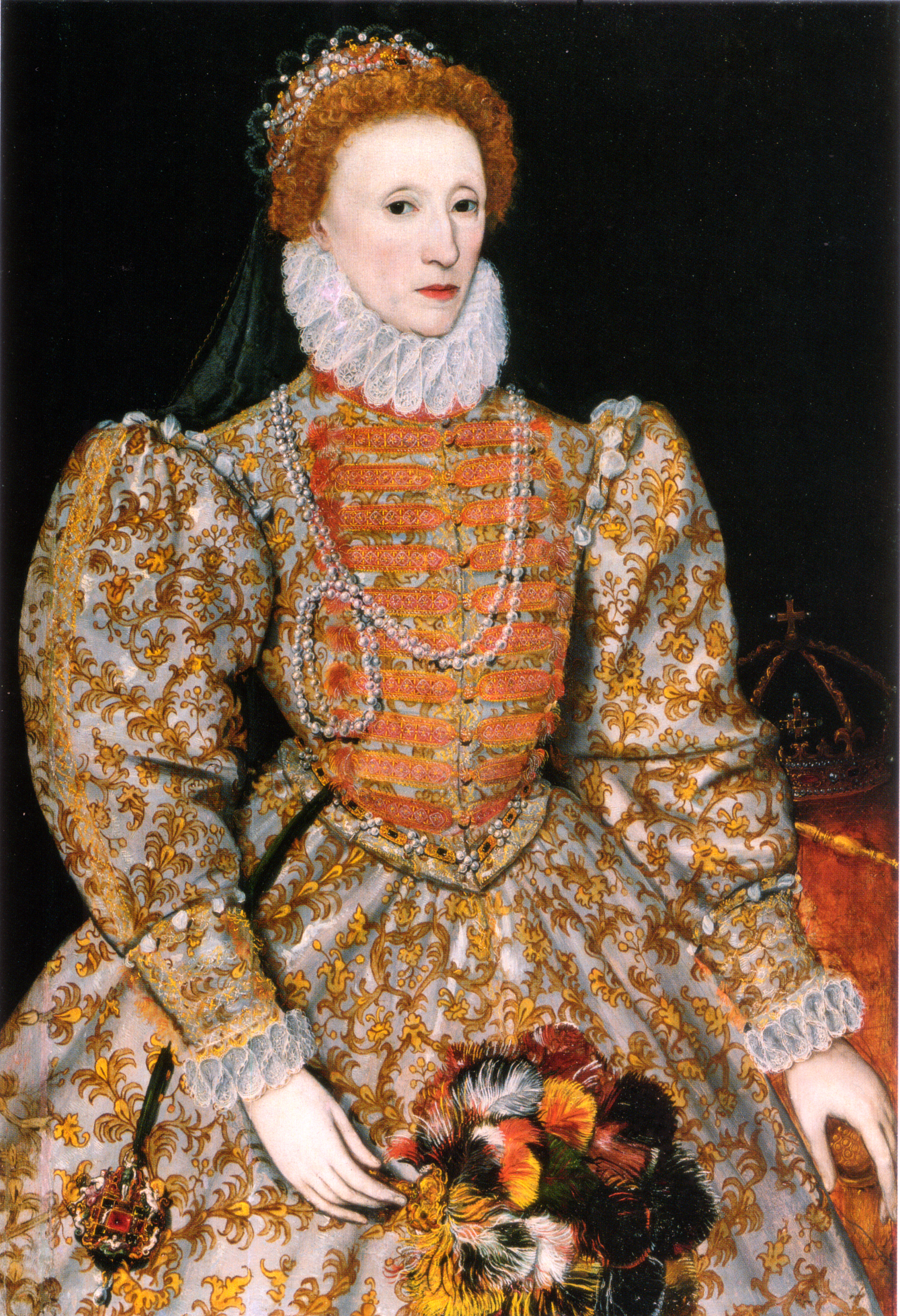
Retrat de Darnley d'Elisabet I, d'autor desconegut (cap al 1575). A la National Portrait Gallery de Londres.

El 1558, després de la mort de Maria, Elisabet va pujar al tron, sent coronada el 15 de gener de 1559, i va ser l'última cerimònia de coronació anglesa celebrada en llatí. A partir del seu successor, Jacob I, el ritu de coronació es va fer en anglès. Elisabet era molt més popular que la seva germana Maria i es diu que després de la mort d'aquesta el poble ho va celebrar pels carrers.
Al començament del seu regnat, la política exterior d'Elisabet es va caracteritzar per la seva cautelosa relació amb l'Espanya de Felip II, que s'havia ofert a casar-se amb ella el 1559, i les seves problemàtiques relacions amb els regnes d'Escòcia i França, país aquest últim amb el qual es trobava en guerra a causa del fet que la seva germana Maria havia decidit de donar suport el seu marit Felip en la guerra gairebé contínua en què es trobaven immerses Espanya i França des de 1522.
La reina d'Escòcia, Maria Stuart, neta de Margarida Tudor, la germana d'Enric VIII d'Anglaterra (el pare d'Elisabet), estava casada amb Francesc II de França. Tot i que residia a França, la seva mare, Maria de Guisa, governava el regne en la seva absència, i defensava els interessos dels catòlics a Escòcia. Els Guisa eren una de les cases nobiliàries franceses més poderoses i eren molt catòliques.
Degut a la guerra entre Anglaterra i França, Francesc II va donar suport a les pretensions de la seva dona Maria Stuart al tron anglès, i Maria de Guisa permetia la presència de tropes franceses en territori escocès. Envoltats per l'amenaça francesa, Elisabet i Felip es van veure forçats a unir forces, malgrat les seves diferències religioses. D'una banda, i gràcies a la mediació de Felip, Anglaterra es va sumar al tractat de pau de Cateau-Cambrésis, el 1559, en el que Elisabet va renunciar formalment a la darrera plaça de sobirania anglesa a França, Calais, que havia estat capturada l'any anterior per Francesc de Guisa, germà de Maria, mentre que França es comprometia a retirar el seu suport a les pretensions de Maria Stuart al tron anglès. Durant les celebracions que van acompanyar a la signatura d'aquest tractat de pau, Francesc II va morir, cosa que va provocar el 1561 el retorn de Maria Stuart a Escòcia.
Per complicar més les coses, el mateix any de 1559, Elisabet va donar suport a la revolució religiosa de John Knox, capdavanter protestant escocès, que buscava eliminar la influència catòlica a Escòcia. Elisabet va enviar un exèrcit a assetjar Leith, on es concentraven les tropes franceses, i una armada va bloquejar el Firth of Forth, on s'esperava que els francesos desembarquessin amb reforços per donar suport als escocesos. Tot i que el setge de Leith va ser un terrible fracàs, l'armada va aconseguir impedir el desembarcament francès, i va facilitar la victòria rebel, aconseguint, rere la mort de Maria de Guisa el 1560, la signatura del tractat d'Edimburg per part dels representants de Maria Stuart, i van aconseguir eliminar la influència francesa a Escòcia, tot i que Maria es va negar sempre a ratificar aquest tractat.
Mentrestant, a França, després de la mort de Francesc II, Caterina de Mèdici era la nova regent en nom de Carles IX. Caterina va ser incapaç d'impedir que Francesc de Guisa dugués a terme una matança d'hugonots, i com a conseqüència, va esclatar una guerra religiosa entre la casa catòlica de Guisa, dirigida per Francesc i la casa protestant dels Borbó, dirigida pel príncep de Condé, Lluís Borbó. Elisabet va donar suport a la causa protestant, arribant a comprar a aquests últims el port de Le Havre, que pensava intercanviar per Calais al final de la guerra. Tanmateix, el 1563, després la treva entre protestants i catòlics, Elisabet va ser incapaç de retenir Le Havre i, el 1564, va signar una pau amb França.
Després de les victòries a Escòcia i la desafortunada intervenció a França, van desaparèixer els únics elements comuns de la política exterior d'Elisabet i Felip II, cosa que es va traduir en un continu decaïment de les relacions entre ambdós països, alhora que a un apropament d'Anglaterra a França.
Des dels primers anys del seu regnat, Elisabet va dipositar la seva confiança en Sir William Cecil, Lord Burghley a partir de 1572, i que va ser primer Secretari Reial i després Tresorer real. A la seva mort, el 1598, Elisabet va posar la seva confiança en el fill d'aquest, Robert Cecil.

## La successió: Maria Stuart

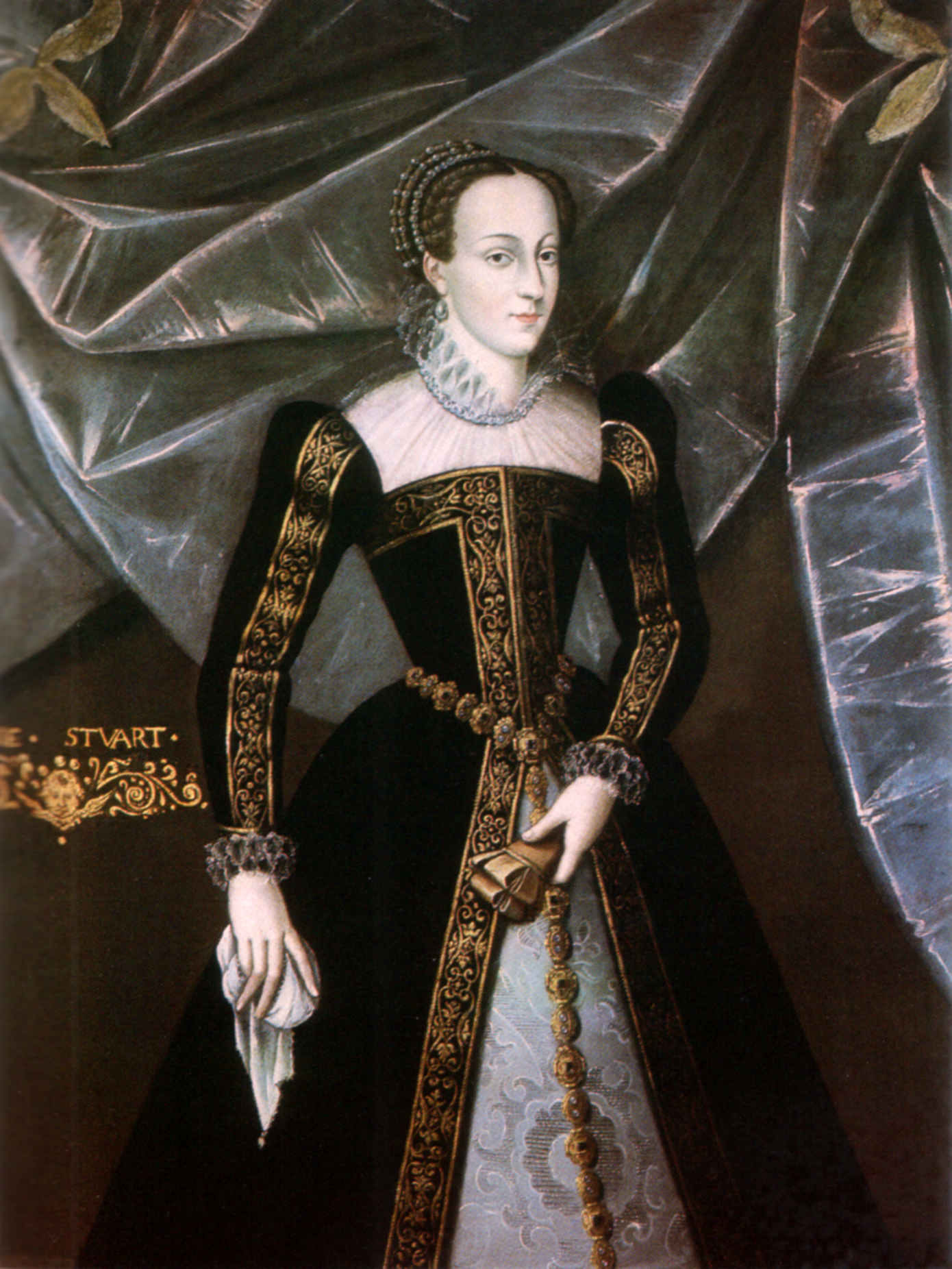
La reina Maria I d'Escòcia

Poc després de l'ascens d'Elisabet al tron es va iniciar un debat sobre qui havia de ser l'espòs de la reina, incloent la petició del Parlament a la reina perquè contragués matrimoni. Tanmateix, contreure matrimoni hagués significat per a Elisabet compartir el poder amb el rei consort -fet vers el qual sentia un cert rebuig i que en part explicaria la seva constant negativa al matrimoni. Sense fills, Elisabet tenia dues hereves naturals: Maria Stuart, descendent de Margarita Tudor, la germana gran d'Enric VIII, i Catherine Grey, germana de Jane Grey i descendent de Maria Tudor (la germana petita d'Enric VIII). Elisabet sentia animadversió tant vers Maria Stuart -pels seus enfrontaments anteriors i el seu catolicisme- com cap a Catherine Grey, que s'havia casat sense el permís reial (i, per tant, considerava que la seva germana "usurpava" el tron anglès).
El problema de la successió es va agreujar el 1562, any en què la reina va patir la varicel·la. Malgrat que se'n recuperà, el Parlament va insistir en el matrimoni d'Elisabet per a obtenir descendència i al qual ella s'oposà dissolent el parlament fins al 1566. Precísament l'any en què necessitava obtenir el seu permís per recaptar més fons, permís que li va ser atorgat a condició que es casés, al que Elisabet va tornar a negar-se. El 1568, Catherine Grey va morir deixant descendents, els quals, per diferents motius, no foren aptes per al tron; així doncs, Maria Stuart va veure encara més reforçada la seva posició d'hereva natural.
Tot i així, Maria tenia els seus problemes a Escòcia, on una revolta provocada pel seu casament amb el presumpte assassí del seu segon marit –amb el que havia concebut el futur Jaume I d'Anglaterra i VI d'Escòcia–, va forçar a abdicar el seu fill Jacob i a fugir a Anglaterra. Allà va ser molt mal rebuda, i, a causa del perill que representava per a Elisabet com a futura hereva al tron, aprofitant el descobriment d'unes cartes suposadament escrites per ella on instigava els assassins del seu segon marit a actuar, va ser reclosa al Castell de Sheffield.

## Suport a la causa protestant

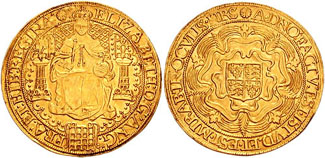
Monedes amb l'efígie de la reina Elisabet I (1585)

El 1568, Elisabet es va sentir amenaçada, d'una banda, per la duríssima repressió del duc d'Alba en les revoltes protestants a Holanda i, per l'altra, per l'atac de l'armada de Felip II contra els vaixells de Francis Drake i John Hawkins. Mentre que els seus consellers, encapçalats per Francis Walsingham, demanaven a la reina que donés suport a la causa protestant com ja havia fet anys abans amb el príncep de Condé, el 1569 Elisabet es va inclinar per ordenar la captura de la flota de les Índies.
Aquell mateix any (1569) es produeixen l'anomenada Rebel·lió del Nord, liderada per nobles catòlics d'aquesta zona del país, que esperaven tenir el suport d'Espanya contra Elisabet, i la primera revolució Desmond contra el govern anglès a Irlanda, liderada per James Fitzmaurice Fitzgerald. Malgrat tot, tant el Duc d'Alba com Felip II eren refractaris a intervenir contra Anglaterra, donada la situació d'Holanda. Inactius els enemics exteriors, Elisabet va poder fer front a les revoltes, encara que el 1570 va ser excomunicada per una butlla papal, que agreujà els seus problemes amb els catòlics. Un any després, el 1571, el banquer florentí Ridolfi, amb l'objectiu de restaurar el catolicisme, va planejar assassinar la reina i col·locar Maria Stuart al tron amb el suport d'Espanya. El pla, però, va ser descobert per Cecil, i els conspiradors, entre els quals es trobava el duc de Norfolk, cosí d'Elisabet, van ser executats.
L'enduriment dels seus problemes amb els catòlics no va impedir a Elisabet d'inclinar-se per una aliança amb França com a contrapès a la pressió d'Espanya, malgrat els fets de la matança de Sant Bartomeu de 1572. Elisabet va arribar fins i tot a negociar el seu matrimoni amb el futur Enric III de França, i després de la coronació d'aquest, amb el seu germà Francesc d'Anjou. Però Francesc d'Anjou va morir el 1584, abans que el matrimoni pogués dur-se a terme.
La pressió sobre Elisabet perquè donés suport als protestants holandesos es va anar incrementant, fins que el 1577, el consell real, amb el suport de Cecil, va aprovar unànimement l'enviament d'una força expedicionària. Elisabet conferí el comandament d'aquesta força a Robert Dudley, comte de Leicester, però va canviar d'opinió l'any següent (1578) i va retirar el seu suport per la seva reticència a entrar en un conflicte obert amb Espanya.
En 1579, basant-se en la butlla d'excomunió contra Elisabet, James Fitzmaurice Fitzgerald va llançar la segona revolució Desmond, comptant amb el suport del Papa, que va enviar tropes i diners, i de Felip II, que també va enviar un petit cos expedicionari a Irlanda i va acceptar ser coronat en lloc d'Elisabet si la revolució triomfava. No obstant això, les tropes de la reina van aconseguir contenir a poc a poc la rebel·lió, que finalitzà el 1583.

## Guerra contra Espanya

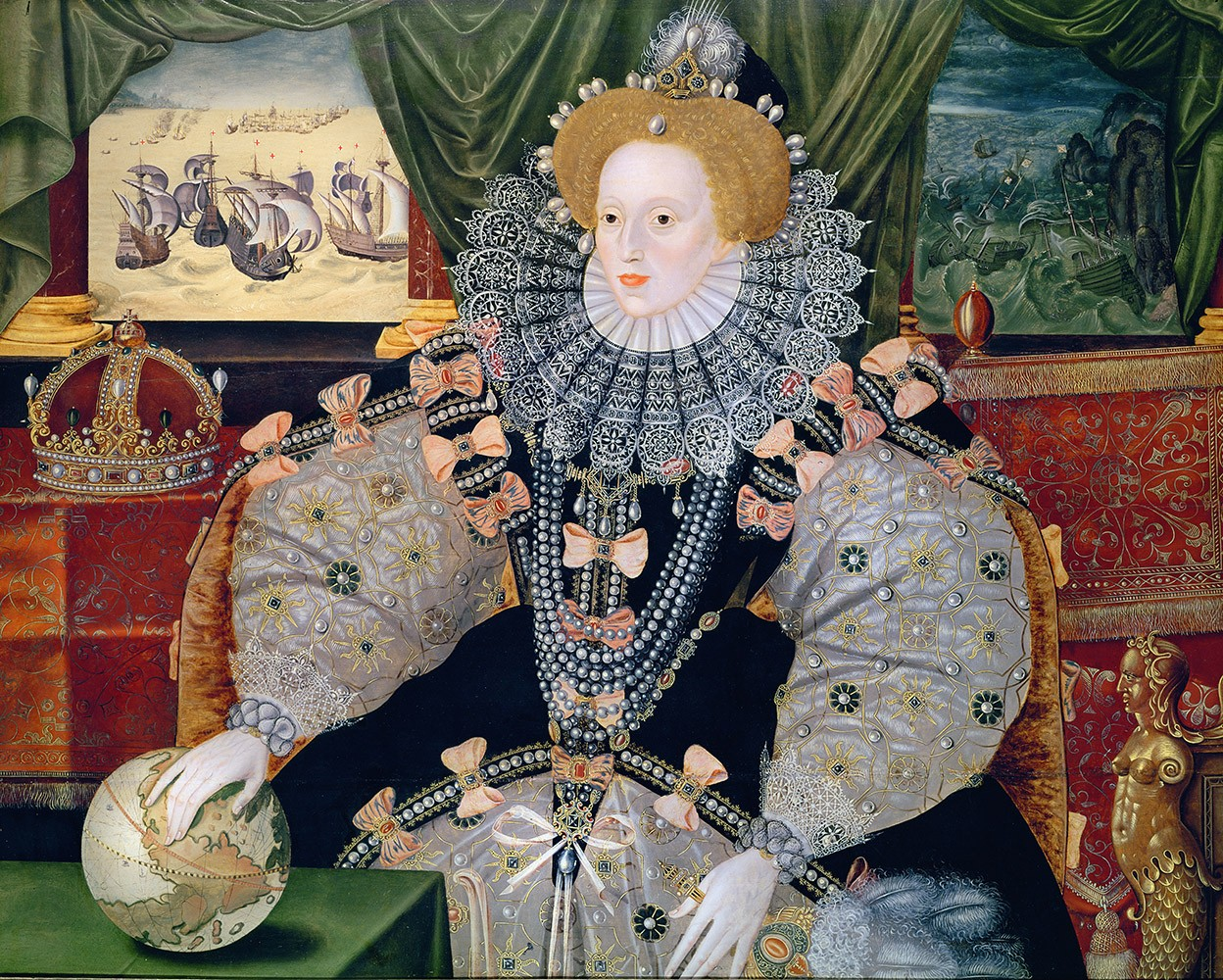
Retrat d'Elisabet I, d'autor anònim (cap a 1589). Commemora la derrota de l'armada espanyola (representada al fons); es pot observar el globus terraqüi a la mà dreta de la reina, símbol del seu poder mundial

Elisabet I d'Anglaterra, després del suport espanyol als rebels irlandesos i l'ascens de Felip II al tron de Portugal, i sobretot, atesa la desesperada situació protestant a Holanda, on Anvers estava a punt de caure, i a França, on la Lliga Catòlica i la família Guisa havien aconseguit imposar la seva voluntat a Enric III, se sentia seriosament amenaçada per Espanya. Tement la rendició holandesa i la instauració d'un titella espanyol a França, Elisabet es va comprometre en 1585 a donar suport als rebels holandesos, i va enviar al comte de Leicester amb 5.000 homes i 1.000 cavalls. Com a garantia de pagament per les seves despeses, Elisabet desitjava els ports de Brill i Flessinga. Tanmateix, Elisabet va rebutjar ser coronada com a reina d'Holanda, ja que això li hagués compromès totalment a la guerra, i la seva situació econòmica no ho permetia. El comte de Leicester no va ser capaç d'obtenir cap victòria militar significativa i, de fet, totes les seves intervencions van acabar en derrota. Això, unit al fet que va acceptar, contra l'expressa voluntat d'Elisabet, el títol de governador general d'Holanda, va provocar que fos cridat a Anglaterra el 1587.
Així mateix, Elisabet va donar suport a la pirateria de Francis Drake contra la marina mercant espanyola, cosa que va dur Felip II a considerar la possibilitat d'una guerra oberta contra Anglaterra, així que li donessin un motiu per a declarar-la.
Una nova conspiració catòlica contra Elisabet va atorgar a Felip l'excusa que buscava. En aquesta conspiració, el ric comerciant londinenc Anthony Babington, pretenia assassinar la reina i coronar Maria Stuart. Descoberta a la primavera de 1586 la conspiració, en la qual havia participat la mateixa Maria, el Parlament va demanar l'execució d'aquesta. Elisabet es va resistir tot el que va poder, però al final, incapaç de suportar la pressió, va ordenar l'execució de Maria, que, en el seu testament, va cedir a Felip els seus drets al tron anglès.
Felip va començar, per tant, a preparar el pla d'invasió d'Anglaterra que es basava en els terços d'Holanda, mentre que Elisabet reforçava la marina del seu regne. En 1587, Drake va atacar amb èxit Cadis, destruint diversos vaixells i retardant efectivament fins a 1588 la famosa Armada Invencible. Tanmateix, aquesta Armada va veure frustrat el seu propòsit per la resistència anglesa, pel bloqueig holandès i pel mal temps.

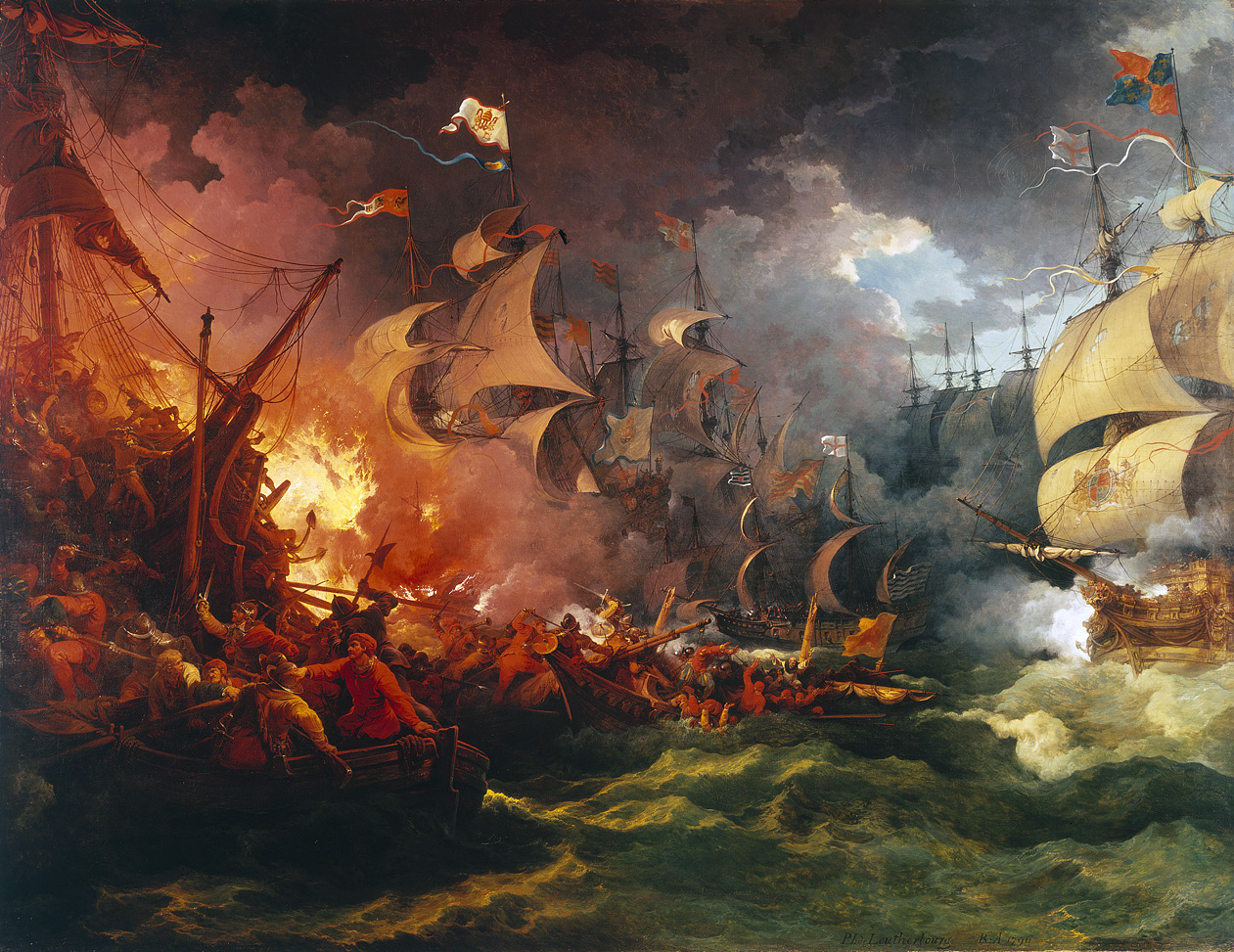
Derrota de l'Armada Invencible, pintura de Philippe-Jacques de Loutherbourg (1796).

La victòria sobre l'Armada va alleugerir de problemes el regnat d'Elisabet, que ja no havia de témer una invasió dels terços espanyols. Però l'ambient a Anglaterra després de la batalla va distar molt de ser una algaravia de fervor patriòtic i festeigs pel fracàs de la invasió espanyola que la mitologia popular pretén. La realitat és que a la batalla van seguir tota mena de disturbis i enfrontaments polítics provocats per les penalitats passades pels combatents anglesos, que van trigar mesos a cobrar els seus sous a causa del fet que la guerra va portar a la vora de la fallida tant a la corona espanyola com a l'anglesa. Tot i així, el 1589, confiada per la victòria, la reina va ordenar una expedició contra Lisboa, la Contraarmada, amb l'objectiu d'acabar amb les restes de la flota espanyola de l'Atlàntic i incitar Portugal a un aixecament en contra de Felip. Tanmateix, aquesta expedició va acabar en un desastre, ja que va ser incapaç de capturar aquesta ciutat, va perdre gran quantitat de soldats, mariners i vaixells, i va desencadenar una gran crisi econòmica.
Més exitoses van tenir les seves intervencions en favor dels protestants holandesos (8.000 soldats) i en la guerra civil francesa, a favor del també protestant Enric IV de França (20.000 soldats), ja que en donar suport a Enric, Elisabet va distreure l'atenció d'Espanya, i va permetre als rebels holandesos recuperar-se quan ja creien en una derrota gairebé segura. Encara que la guerra religiosa es va decantar del costat catòlic, en convertir-se Enric al catolicisme en 1593, Elisabet va mantenir l'aliança amb França degut a la necessitat de continuar la lluita contra Espanya. Encara que va retirar les seves tropes de França el 1596, Elisabet va tornar a enviar de nou 2.000 soldats després de la captura espanyola de Calais.
Elisabet va enviar encara dues flotes en contra d'Espanya, una el 1596 que va fracassar en el seu intent d'atacar les colònies americanes i que va causar la mort de Francis Drake i John Hawkins, i una altra el 1597, quan va aconseguir saquejar Cadis. Felip, per la seva banda, va enviar també dues expedicions contra Anglaterra, la primera de les quals va aconseguir desembarcar a Cornwall i saquejar els territoris circumdants, fet conegut com la batalla de Cornualla, però la segona flota va naufragar a Finisterre a causa d'un temporal.
Mentre guerrejava contra Espanya, Elisabet es va haver d'enfrontar a una nova rebel·lió a Irlanda, la Guerra dels Nou Anys irlandesa (1594-1603), on Red Hugh O'Donnell i Hugh O'Neill es van aixecar contra la colonització anglesa. El 1599, la reina es va veure forçada a enviar 17.000 soldats sota el comandament de Robert Devereux, comte d'Essex, per frenar l'alçament, però aquest va fracassar. Charles Blount, baró de Mountjoy va succeir-lo amb èxit, cosa que va provocar l'any 1601 Espanya, que estava paralitzada des de la mort de Felip II (1598), intervingués desembarcant a Kinsale amb 3.500 soldats que donaren suport als rebels. Envoltats pels anglesos, van ser derrotats al costat dels seus aliats irlandesos a la batalla de Kinsale que va posar fi a la intervenció espanyola a Irlanda. Cap al 1603 la revolta irlandesa estava controlada.

## Mort de la reina

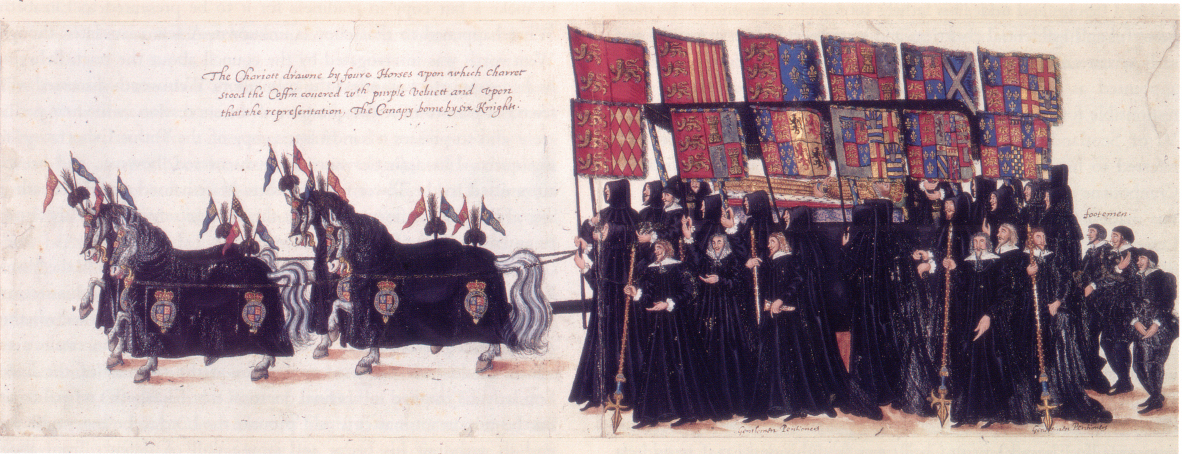
Seguici funeral d'Elisabet I, atribuït a William Camden (1603)

Elisabet va caure malalta el 24 de març de 1603, patint debilitat i insomni. Va morir el 24 de març al palau de Richmond, als 69 anys, sent enterrada a l'abadia de Westminster, al costat de la seva germana Maria I. Sobre les seves tombes es pot llegir la següent inscripció: "Companyes en el tron i la tomba, aquí descansen dues germanes, Elisabet i Maria, en l'esperança d'una resurrecció".
Segons el testament d'Enric VIII, els hereus d'Elisabet havien de ser els descendents de Maria Tudor, duquessa de Suffolk, germana petita d'Enric. Tanmateix, l'únic descendent amb capacitat per reclamar la corona era el fill de la seva cosina Maria I Stuart. A les poques hores de morir Elisabet, Jacob VI d'Escòcia va ascendir al tron com a Jacob I.

## La conversió d'Anglaterra al protestantisme
Un dels fets més destacats del regnat d'Elisabet és la transformació d'Anglaterra, un país majoritàriament catòlic, en un país majoritàriament protestant. Maria, mig germana d'Elisabet, havia restaurat el catolicisme durant la seva època de govern, fins al punt que Elisabet no va trobar a cap bisbe important que oficiés la seva coronació i va haver de recórrer al bisbe de Carlisle.
Ja el 1559, Elisabet, suprema governadora de l'església anglesa, va proclamar l'Acta d'Uniformitat, que obligava a fer servir una versió revisada del Devocionari d'Eduard VI, un llibre protestant, en els oficis i a anar a l'església tots els diumenges, i l'Acta de Supremacia que forçava als empleats de la corona a reconèixer mitjançant jurament la subordinació de l'església anglesa a la monarquia. La majoria dels bisbes catòlics instaurats per Maria es van negar a acceptar aquests canvis, i van ser deposats i substituïts per persones favorables a les tesis de la reina.
Elisabet va intentar durant els seus primers anys una política de tolerància cap als catòlics, però les revoltes de 1569 i 1571 i la butlla papal d'excomunió de 1570, van obligar a la reina a endurir les seves mesures contra els catòlics. Entre 1584 i 1585 es va aprovar una llei que condemnava a mort a aquells sacerdots catòlics que s'haguessin ordenat després de l'ascens de la reina el 1559. Degut en part a la persecució, en part a la identificació de protestantisme i patriotisme durant la guerra contra Espanya i en part a la mort per envelliment de la majoria dels sacerdots catòlics que quedaven vius, el país s'havia convertit efectivament en protestant per quan la reina va morir el 1603.

## Filmografia sobre Elisabet I
| Any  | Pel·lícula                               | Director        | Personatge                          |
| ---- | ---------------------------------------- | --------------- | ----------------------------------- |
| 1939 | The Private Lives Of Elizabeth And Essex | Michael Curtiz  | Bette Davis                         |
| 1971 | Mary, Queen of Scots                     | Charles Jarrott | Glenda Jackson                      |
| 1998 | Elisabet                                 | Shekhar Kapur   | Cate Blanchett                      |
| 1998 | Shakespeare in Love                      | John Madden     | Judi Dench                          |
| 2005 | Elizabeth I                              | Tom Hooper      | Helen Mirren                        |
| 2007 | Elizabeth: l'edat d'or                   | Shekhar Kapur   | Cate Blanchett                      |
| 2011 | Anonymous                                | Roland Emmerich | Vanessa Redgrave i Joely Richardson |
| 2018 | Mary Queen of Scots                      | Josie Rourke    | Margot Robbie                       |